# Eva Maria Pracht
Eva Maria "Evi" Pracht, geboren als Eva Maria Neckermann (Würzburg, 29 juni 1937 – 15 februari 2021), was een Duits-Canadees ruiter, gespecialiseerd in dressuur. 

## Loopbaan
Pracht was de dochter van Josef Neckermann (1912-1992), tweevoudig Olympisch winnaar en wereldkampioen in de dressuur en grondlegger van het Neckermann-concern. Tussen 1967 en 1981 kwam ze op nationaal Duits niveau uit op de dressuur. Begin jaren tachtig verhuisde ze met haar man en kinderen naar Ontario in Canada. Voor haar nieuwe thuisland kwam ze in 1984 en 1988 uit op de Olympische Zomerspelen. Op de Spelen van 1988 won ze in de landenwedstrijd een bronzen medaille.
Haar dochter Martina Pracht was eveneens een dressuurruiter en kwam uit op de Olympische Spelen van 1992. Eva Maria Pracht overleed in 2021 op 83-jarige leeftijd aan de gevolgen van een besmetting met COVID-19.

## Resultaten
- Olympische Zomerspelen 1984 in Los Angeles 25e individueel dressuur met Little Joe
- Olympische Zomerspelen 1984 in Los Angeles 7e landenwedstrijd dressuur met Little Joe
- Olympische Zomerspelen 1988 in Seoel 29e individueel dressuur met Emirage
- Olympische Zomerspelen 1988 in Seoel  landenwedstrijd dressuur met Emirage